# Ґаліварз
Ґаліварз (перс. گليورز) — село в Ірані, у дегестані Калаштар, в Центральному бахші, шагрестані Рудбар остану Ґілян. За даними перепису 2006 року, його населення становило 49 осіб, що проживали у складі 17 сімей.

## Клімат
Середня річна температура становить 15,24°C, середня максимальна – 30,01°C, а середня мінімальна – -0,42°C. Середня річна кількість опадів – 610 мм.
| Клімат поселення                              | Клімат поселення | Клімат поселення | Клімат поселення | Клімат поселення | Клімат поселення | Клімат поселення | Клімат поселення | Клімат поселення | Клімат поселення | Клімат поселення | Клімат поселення | Клімат поселення | Клімат поселення |
| Показник                                      | Січ.             | Лют.             | Бер.             | Квіт.            | Трав.            | Черв.            | Лип.             | Серп.            | Вер.             | Жовт.            | Лист.            | Груд.            |                  |
| Середній максимум, °C                         | 12,06            | 11,22            | 13,50            | 19,65            | 23,37            | 28,04            | 29,57            | 30,01            | 25,94            | 21,90            | 16,97            | 12,58            |                  |
| Середня температура, °C                       | 6,22             | 5,38             | 7,68             | 13,83            | 17,55            | 22,21            | 25,07            | 25,50            | 21,44            | 17,40            | 12,48            | 8,08             |                  |
| Середній мінімум, °C                          | 0,40             | −0,42            | 1,84             | 8,00             | 11,71            | 16,37            | 20,56            | 21,01            | 16,95            | 12,89            | 7,97             | 3,59             |                  |
| Норма опадів, мм                              | 57               | 49               | 71               | 61               | 33               | 18               | 17               | 24               | 45               | 69               | 73               | 93               |                  |
| Середньомісячна швидкість вітру, м/с          | 2.17             | 2.58             | 2.49             | 2.51             | 2.29             | 2.31             | 2.39             | 2.17             | 2.02             | 1.89             | 1.98             | 2.11             |                  |
| Середньомісячна сонячна радіація, кДж/м²·день | 7258             | 9639             | 11721            | 16089            | 20096            | 22461            | 22645            | 19541            | 16453            | 11682            | 9030             | 7036             |                  |
| --------------------------------------------- | ---------------- | ---------------- | ---------------- | ---------------- | ---------------- | ---------------- | ---------------- | ---------------- | ---------------- | ---------------- | ---------------- | ---------------- | ---------------- |
| Джерело:                                      |                  |                  |                  |                  |                  |                  |                  |                  |                  |                  |                  |                  |                  |